# Langston Hall
Langston Hall (* 1. November 1991 in Atlanta, Georgia, Vereinigte Staaten) ist ein US-amerikanischer Basketballspieler. Während der Saison 2015/2016 stand er in Deutschland bei den Telekom Baskets Bonn unter Vertrag.

## Karriere
Langston Hall spielt auf der Position des Point Guard. Seine basketballerische Ausbildung erhielt Hall von 2010 bis 2014 an der Mercer University in Georgia. In seiner Abschlusssaison mit den Mercer Bears in der US-amerikanischen College-Liga NCAA erzielte er durchschnittlich 15,1 Punkte pro Spiel.
Beim NBA-Draft 2014 wurde Hall nicht gedraftet. In der NBA Summer League spielte er für das Team der Miami Heat. Anschließend wechselte er für die Saison 2014/15 zum italienischen Erstligisten Giorgio Tesi Group Pistoia.
Im Sommer 2015 wechselte Hall innerhalb der italienischen Liga zum Konkurrenten Pallacanestro Cantù. Am 14. Dezember 2015 wurde bekannt, dass Hall nach Deutschland zu den Telekom Baskets Bonn wechselt. Am Ende der Saison erhielt Hall keinen neuen Vertrag, da die Baskets nach einer sportlich enttäuschenden Saison einen kompletten Neuaufbau des Kaders anstreben.
Ende Juli 2016 gab der griechische Erstligist Kolossos Rhodos die Verpflichtung Halls zur Saison 2016/2017 bekannt.